# Turquie aux Jeux mondiaux de 2009
Cet article contient des informations sur la participation et les résultats de la Turquie aux Jeux mondiaux de 2009 à Kaohsiung à Taïwan.

## Médailles

### Or
| Sport              | Discipline | Sportifs |
| Médailles d'or : 0 |            |          |

### Argent
| Sport                  | Discipline | Sportifs |
| Médailles d'argent : 0 |            |          |

### Bronze
| Sport                   | Discipline           | Sportifs                  |
| Médailles de bronze : 3 |                      |                           |
| Boules                  | Raffa-Double         | Deniz Demir Rukiye Yuksel |
| Karaté                  | Kumite −65 kg Hommes | Ömer Kemaloğlu            |
| Karaté                  | Kumite −53 kg Femmes | Gülderen Celik            |